# Koki Fukui
Koki Fukui (født 4. november 1995) er en japansk fodboldspiller, som spiller for den japanske fodboldklub FC Machida Zelvia.